# 4 Poèmes symphoniques d'après Arnold Böcklin
Les Quatre poèmes symphoniques d'après Böcklin est un cycle orchestral de Max Reger inspiré de quatre tableaux du peintre Arnold Böcklin. L'ouvrage est créé en 1913 à Essen.

## Structure
1. Der Geigende Eremit (L'ermite joue du violon) molto sostenuto
2. Im Spiel der Wellen (Dans le jeu des vagues) Vivace
3. Die Toteninsel (L'île des morts) Molto sostenuto
4. Bacchanal (Bacchanale) Vivace

La durée d'exécution est d'environ vingt huit minutes.

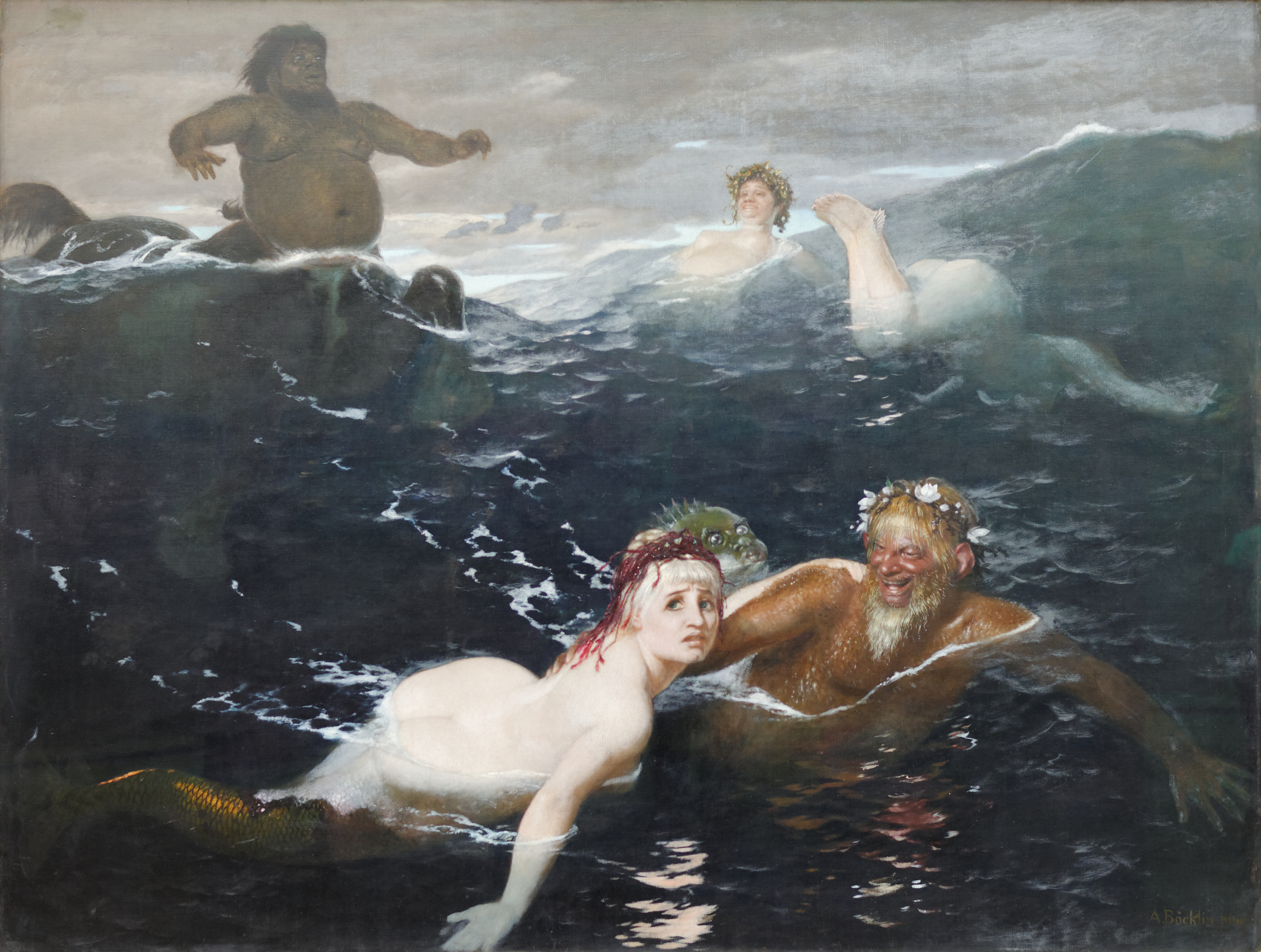
Dans le jeu des vagues (1883)
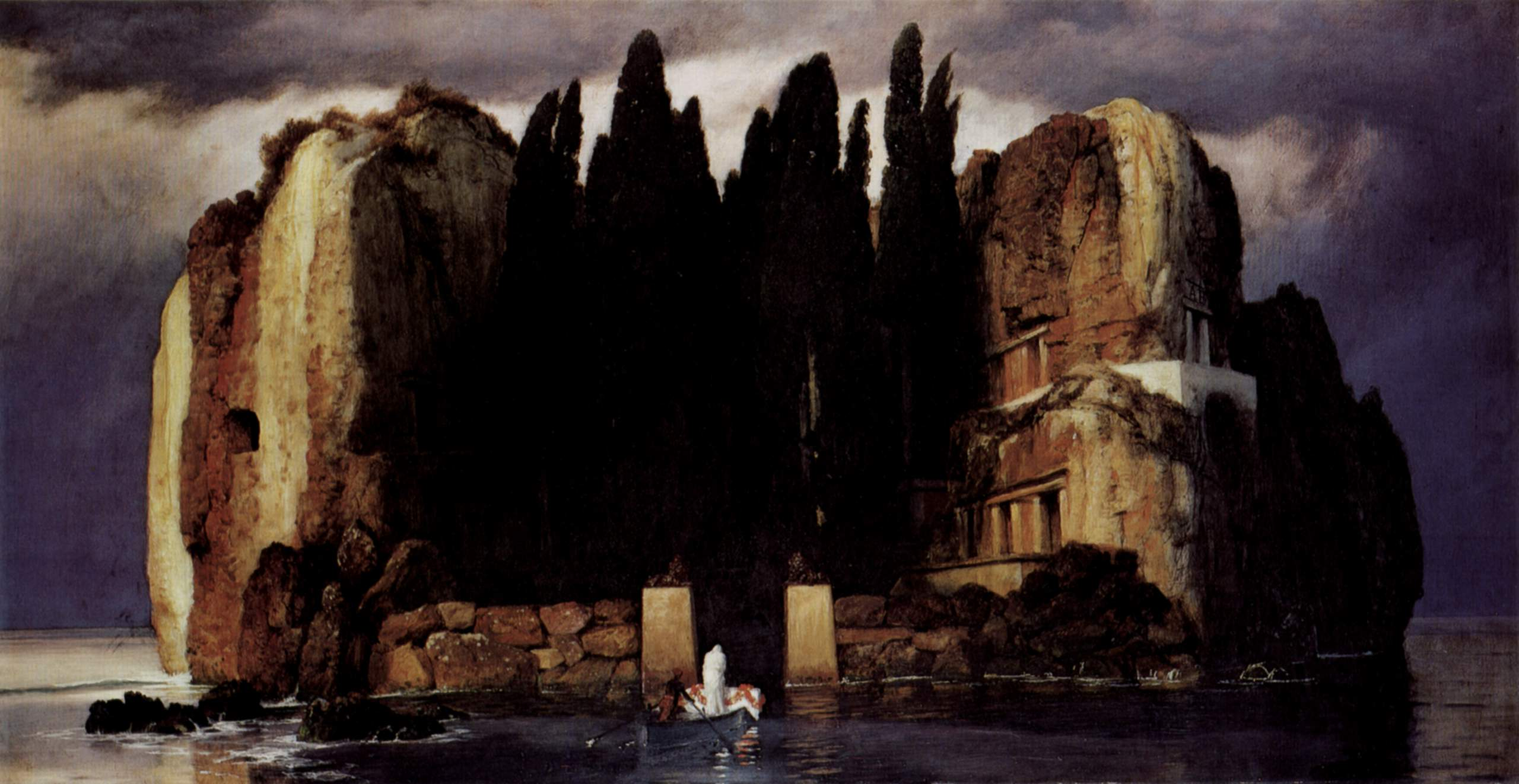
L'Île des morts (Die Toteninsel) - Version 1886